# Heizkraftwerk Heidelberg
Das Heizkraftwerk Heidelberg dient der Wärme-, Dampf- und Kälteversorgung und speist produzierten Strom ins öffentliche Versorgungsnetz der Stadtwerke Heidelberg ein. Betreiber ist Universitätsklinikum Heidelberg. Es liegt am nördlichen Rand des Neuenheimer Feldes im Stadtteil Handschuhsheim.
Die Kunden sind das Universitätsklinikum Heidelberg, das Deutsche Krebsforschungszentrum, der örtliche Technologiepark und ein Max-Planck-Institut. Das Werk hat eine Fernwärmeleistung von 162 MW und eine elektrische Leistung von 13,5 MW.
Der 120 Meter hohe Schornstein des Heizkraftwerks Heidelberg ist das höchste Bauwerk in Heidelberg.